# 163625 Munn
163625 Munn este un asteroid din centura principală de asteroizi.

## Descriere
163625 Munn este un asteroid din centura principală de asteroizi. A fost descoperit pe 10 octombrie 2002 la Apache Point Observatory în cadrul programului Sloan Digital Sky Survey. Asteroidul prezintă o orbită caracterizată de o semiaxă mare de 3,11 ua, o excentricitate de 0,20 și o înclinație de 18,5° în raport cu ecliptica.